# Yuya Miura
Yuya Miura (født 2. april 1989) er en japansk fodboldspiller.
Han har spillet for flere forskellige klubber i sin karriere, herunder Kashiwa Reysol, Matsumoto Yamaga FC, Shimizu S-Pulse og V-Varen Nagasaki.